# U-129
O Unterseeboot 129 foi um submarino alemão que serviu durante a Segunda Guerra Mundial.

## Comandantes
| Comandante                   | Período                                   |
| ---------------------------- | ----------------------------------------- |
| Kptlt. Asmus Nicolai Clausen | 21 de Maio de 1941 - 13 de Maio de 1942   |
| KrvKpt. Hans-Ludwig Witt     | 14 de Maio de 1942 - 8 de Julho de 1943   |
| Richard von Harpe            | 12 de Julho de 1943 - 19 de Julho de 1944 |

## Carreira

### Subordinação
| 21 de Maio de 1941 - 30 de Junho de 1941 | 4. Unterseebootsflottille |
| 1 de Julho de 1941 - 1 de Julho de 1944  | 2. Unterseebootsflottille |

### Patrulhas
|       | Comandante                   | Partida     | Partida | Chegada     | Chegada | Dias     | Toneladas   |
| ----- | ---------------------------- | ----------- | ------- | ----------- | ------- | -------- | ----------- |
|       | Kptlt. Asmus Nicolai Clausen | 23 Jul 1941 | Kiel    | 24 Jul 1941 | Horten  | 2 dias   |             |
| 1     | Kptlt. Asmus Nicolai Clausen | 3 Ago 1941  | Horten  | 30 Ago 1941 | Lorient | 28 dias  |             |
| 2     | Kptlt. Asmus Nicolai Clausen | 27 Set 1941 | Lorient | 8 Out 1941  | Lorient | 12 dias  |             |
| 3     | Kptlt. Asmus Nicolai Clausen | 21 Out 1941 | Lorient | 28 Dez 1941 | Lorient | 69 dias  |             |
| 4     | Kptlt. Asmus Nicolai Clausen | 25 Jan 1942 | Lorient | 5 Abr 1942  | Lorient | 71 dias  | 25,613      |
| 5     | Kptlt. Hans-Ludwig Witt      | 20 Mai 1942 | Lorient | 21 Ago 1942 | Lorient | 94 dias  | 41,570      |
| 6     | Kptlt. Hans-Ludwig Witt      | 28 Set 1942 | Lorient | 6 Jan 1943  | Lorient | 101 dias | 32,613      |
| 7     | KrvKpt. Hans-Ludwig Witt     | 11 Mar 1943 | Lorient | 29 Mai 1943 | Lorient | 80 dias  | 26,590      |
| 8     | Richard von Harpe            | 27 Jul 1943 | Lorient | 5 Set 1943  | Lorient | 41 dias  |             |
| 9     | Richard von Harpe            | 9 Out 1943  | Lorient | 31 Jan 1944 | Lorient | 115 dias | 5,441       |
| 10    | Richard von Harpe            | 22 Mar 1944 | Lorient | 19 Jul 1944 | Lorient | 120 dias | 11,921      |
| Total | Total                        | Total       | Total   | Total       | Total   | 731 dias | 143 748 ton |

### Navios afundados
- 29 navios afundados num total de 143 748 GRT

| Data        | Comandante            | Nome da Embarcação | Toneladas | Nacionalidade   |
| ----------- | --------------------- | ------------------ | --------- | --------------- |
| 20 Fev 1942 | Asmus Nicolai Clausen | Nordvangen         | 2,400     | norueguês       |
| 23 Fev 1942 | Asmus Nicolai Clausen | George L. Torian   | 1,754     | canadense       |
| 23 Fev 1942 | Asmus Nicolai Clausen | Lennox             | 1,904     | canadense       |
| 23 Fev 1942 | Asmus Nicolai Clausen | West Zeda          | 5,658     | norte-americano |
| 28 Fev 1942 | Asmus Nicolai Clausen | Bayou              | 2,605     | panamenho       |
| 3 Mar 1942  | Asmus Nicolai Clausen | Mary               | 5,104     | norte-americano |
| 7 Mar 1942  | Asmus Nicolai Clausen | Steel Age          | 6,188     | norte-americano |
| 10 Jun 1942 | Hans-Ludwig Witt      | L.A. Christensen   | 4,362     | norueguês       |
| 12 Jun 1942 | Hans-Ludwig Witt      | Hardwicke Grange   | 9,005     | britânico       |
| 17 Jun 1942 | Hans-Ludwig Witt      | Millinocket        | 3,274     | norte-americano |
| 27 Jun 1942 | Hans-Ludwig Witt      | Las Choapas        | 2,005     | mexicano        |
| 27 Jun 1942 | Hans-Ludwig Witt      | Tuxpam             | 7,008     | mexicano        |
| 1 Jul 1942  | Hans-Ludwig Witt      | Cadmus             | 1,855     | norueguês       |
| 2 Jul 1942  | Hans-Ludwig Witt      | Gundersen          | 1,841     | norueguês       |
| 4 Jul 1942  | Hans-Ludwig Witt      | Tuapse             | 6,320     | soviético       |
| 12 Jul 1942 | Hans-Ludwig Witt      | Tachirá            | 2,325     | norte-americano |
| 19 Jul 1942 | Hans-Ludwig Witt      | Port Antonio       | 1,266     | norueguês       |
| 23 Jul 1942 | Hans-Ludwig Witt      | Onondaga           | 2,309     | norte-americano |
| 16 Out 1942 | Hans-Ludwig Witt      | Trafalgar          | 5,542     | norueguês       |
| 23 Out 1942 | Hans-Ludwig Witt      | Reuben Tipton      | 6,829     | norte-americano |
| 30 Out 1942 | Hans-Ludwig Witt      | West Kebar         | 5,620     | norte-americano |
| 5 Nov 1942  | Hans-Ludwig Witt      | Astrell            | 7,595     | norueguês       |
| 5 Nov 1942  | Hans-Ludwig Witt      | Meton              | 7,027     | norte-americano |
| 2 Abr 1943  | Hans-Ludwig Witt      | Melbourne Star     | 12,806    | britânico       |
| 24 Abr 1943 | Hans-Ludwig Witt      | Santa Catalina     | 6,507     | norte-americano |
| 4 Mai 1943  | Hans-Ludwig Witt      | Panam              | 7,277     | panamenho       |
| 4 Dez 1943  | Richard von Harpe     | Libertad           | 5,441     | cubano          |
| 6 Mai 1944  | Richard von Harpe     | Anadyr             | 5,278     | britânico       |
| 11 Mai 1944 | Richard von Harpe     | Empire Heath       | 6,643     | britânico       |
| Total       | Total                 | Total              | 143 748   |                 |